# Muralla de Tabarca

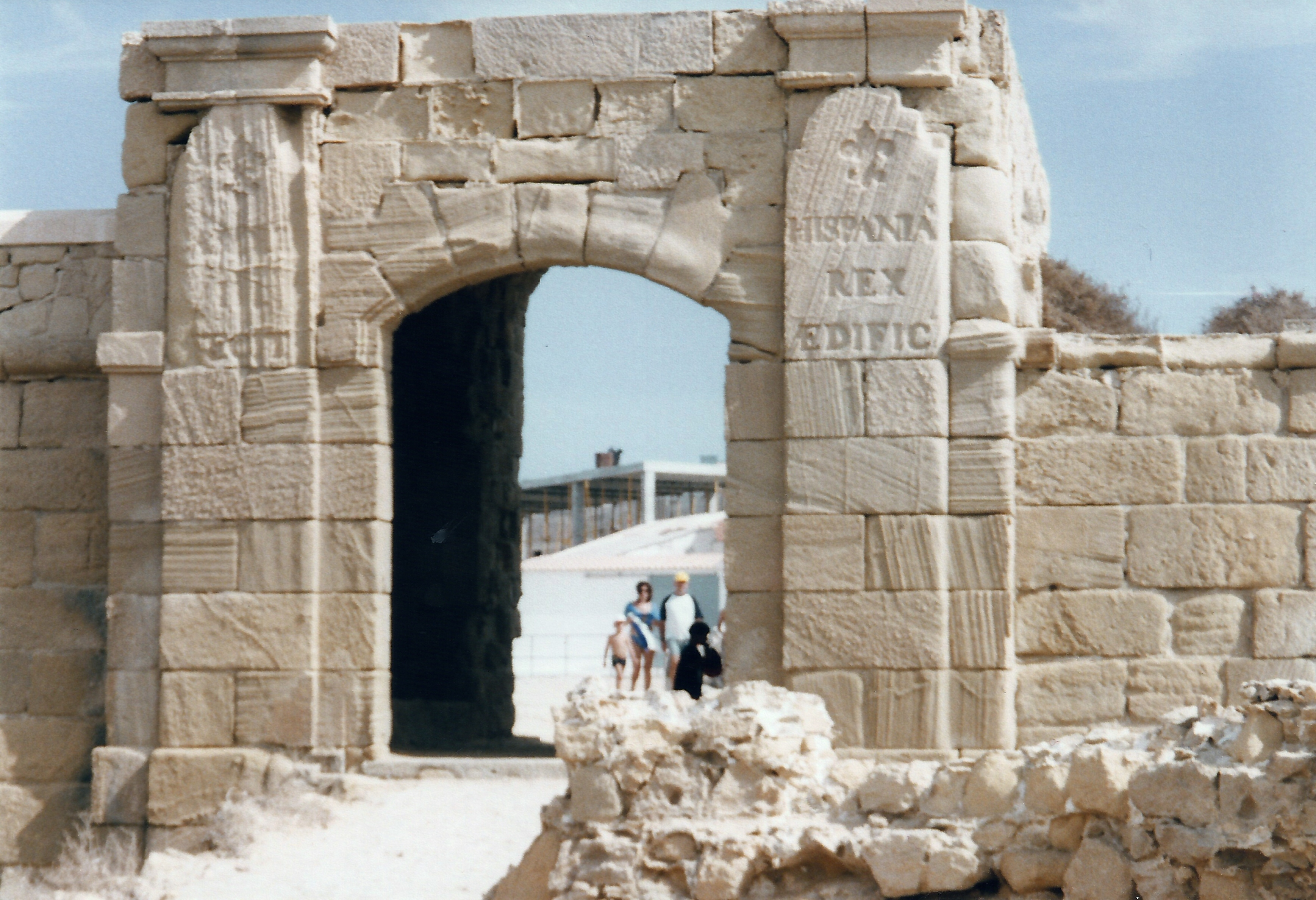
Puerta de la Trancada o de San Gabriel en 2003

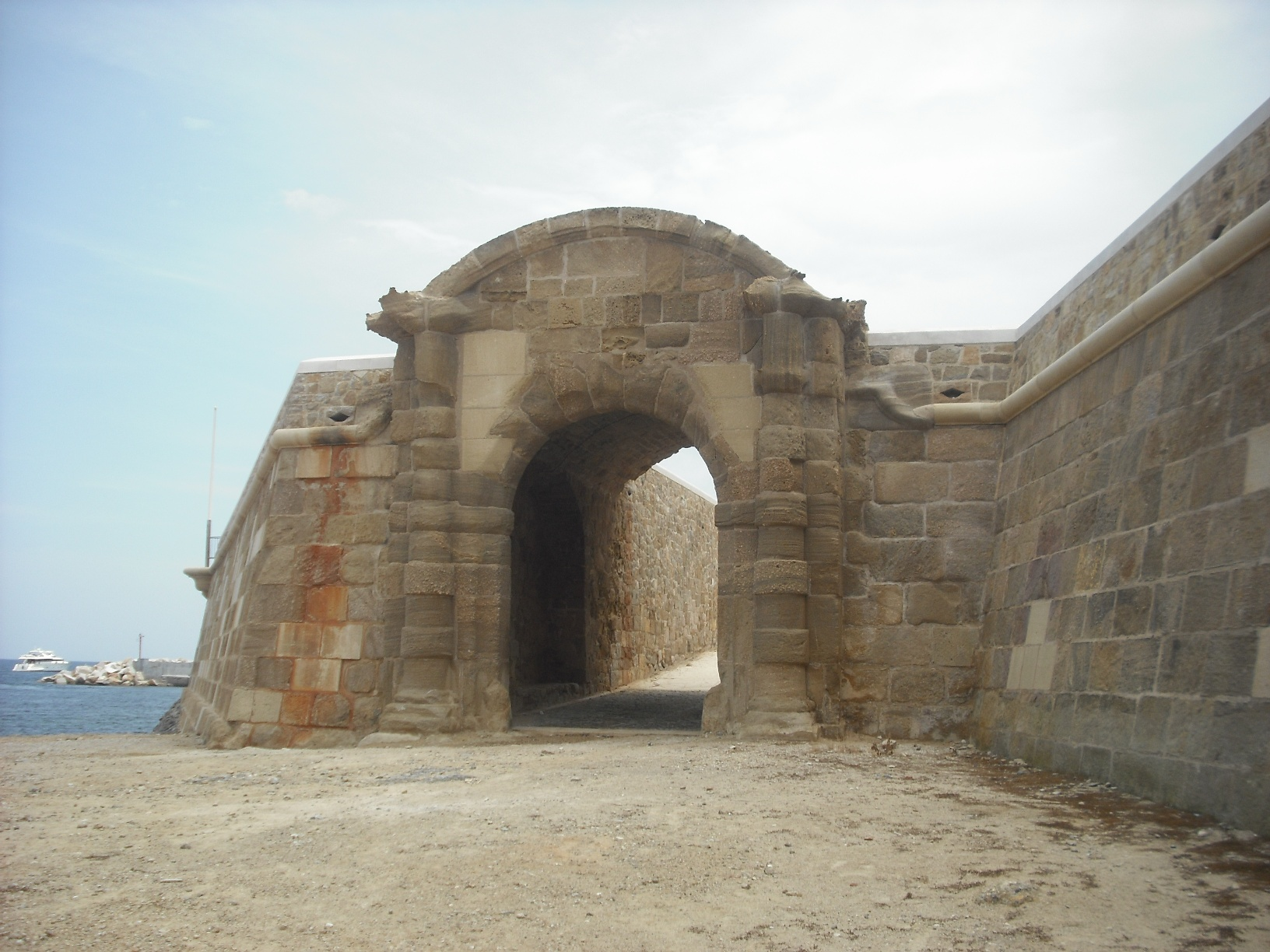
Puerta de Tierra, de Alicante o de San Miguel

La muralla de Tabarca es una fortificación que rodea la ciudad de Tabarca, en el municipio de Alicante (Comunidad Valenciana, España). Su construcción se inició en 1769 según los planos del ingeniero militar Fernando Méndez de Ras, encargado también de planificar el resto de las edificaciones de la isla. Aunque se construyó en su mayor parte según los planes originales, parte de la fortificación quedó inconclusa, destacando el castillo que habría de albergar la casa del Gobernador.

## Características
Contrariamente a la planificación urbana, el perímetro de la muralla se adapta al de la isla. Está construida en piedra, con las caras exteriores en sillería. Tiene cordón y antemuro, con zonas abovedadas internas. Los bastiones tienen ángulo de ataque muy abierto y en sus esquinas hay buardas de piedra o madera. Existen tramos de muralla muy deteriorados e incluso desmoronados en el mar, y las almenas casi han desaparecido. No obstante, desde la década de 1980 se han llevado a cabo varias obras de reconstrucción y rehabilitación.

### Puertas
La muralla posee tres puertas, realizadas todas ellas en estilo barroco:
- Puerta de Levante o de San Rafael (Porta de Llevant o de Sant Rafel): Está situada al este y se trata de la vía de comunicación entre la ciudad y el campo, donde se halla el puerto. Ante ella debió haberse construido un antemural que permitiera la vigilancia del campo y del mar a ambos lados.[6] Es de orden dórico, articulada con pilastras lisas que apean un arquitrabe muy sencillo en el que queda diluido el entablamento y el paso se realiza a través de un arco rebajado.[4]

- Puerta de la Trancada o de San Gabriel (Porta de la Trancada o de Sant Gabriel): Es la puerta oeste y da paso a la antigua cantera de donde se extrajo la piedra para realizar las construcciones de la ciudad.[6] En dicho islote se preveía la construcción de un astillero y una torre, que no llegaron a realizarse.[6] La puerta en sí se conformó como un cuadrado articulado con pilastras toscanas que no apean ningún tipo de frontón, posiblemente porque se quedó sin terminar. El paso se realiza bajo un arco rebajado. En la puerta figura la inscripción conmemorativa «CAROLVS III HISPANIARUM REX FECIT EDIFICAVIT» ("Construido y edificado por obra de Carlos III, rey de las Españas").[4] En los alrededores de la puerta se han hallado enterramientos y vertederos de época romana.[7]

- Puerta de Tierra, de Alicante o de San Miguel (Porta de Terra, d'Alacant o de Sant Miquel): Es la menor y se abre a una pequeña cala en la que se encontraba el puerto,[3] del que sólo queda constancia por el reducido espigón formado por la roca natural.[1] No tuvo ninguna protección externa y sobre ella se situó uno de los bastiones más importantes de la ciudad, el del Príncipe. Se hizo en orden rústico almohadillado con unos capiteles hoy perdidos que apeaban unos pulvinos muy desdibujados sobre los que arranca un sencillo frontón curvo, vertebrado a modo de peineta.[4]

## Conservación
La muralla, aunque muy deteriorada hasta la década de 1980, fue declarada Conjunto Histórico-Artístico en 1964, junto con el resto de la isla. Además, se encuentra protegida por el Plan Especial de Protección de la Isla de Tabarca que aprobó el ayuntamiento de Alicante.